# Neoramia mamoea
Neoramia mamoea là một loài nhện trong họ Agelenidae.
Loài này thuộc chi Neoramia. Neoramia mamoea được miêu tả năm 1973 bởi Raymond Robert Forster & Wilton.